# Benedikt Bittmann
Benedikt Bittmann (* 6. Juni 1959 in Graz) ist ein österreichischer Kammerfunktionär, ehemaliger Politiker (ÖVP) und geschäftsführender Gesellschafter eines Elektro-Großhändlers. Bittmann war von 2000 bis 2005 Abgeordneter zum Steiermärkischen Landtag.

## Ausbildung und Beruf
Bittmann besuchte nach der Volksschule acht Jahre lang das BG Lichtenfels, bevor er seine Ausbildung 1980 abbrach und in das familieneigene Unternehmen Seitner & Bittmann wechselte. In dem von Bittmanns Großvater gegründeten Elektro-Großhandels-Unternehmen ist Benedikt Bittmann seit 1990 als geschäftsführender Gesellschafter aktiv.

## Politik und Funktionen
Bittmann war ab 1997 Finanzreferent der ÖVP-Graz und wurde in der Folge Grazer Wirtschaftsbund-Vizepräsident. Er wirkte als ÖVP-Industriesprecher und gehörte zwischen dem 7. November 2000 und dem 25. Oktober 2005 als Abgeordneter dem Steiermärkischen Landtag an. Bei der Landtagswahl 2005 wurde Bittmann auf der ÖVP-Wahlliste an unwählbarer Stelle gereiht und musste in der Folge nach der Wahl aus dem Landtag ausscheiden.
Als Sportfunktionär war Bittmann lange Zeit beim Grazer AK aktiv. Nachdem er zuvor Mitglied im Vorstand gewesen war, übernahm er im Jahr 2010 die Funktion des Präsidenten. Im September 2012 trat er kurz vor Schließung des Spielbetriebes als Präsident zurück. Im Jahr 2008 wurde Bittmann in das Präsidium der Steirischen Wirtschaftskammer gewählt, wo er den Posten des Vizepräsidenten übernahm.

## Privates
Bittmann ist verheiratet und Vater einer Tochter.